# Clystea innotata
Clystea innotata är en fjärilsart som beskrevs av William Schaus 1904. Clystea innotata ingår i släktet Clystea och familjen björnspinnare. Inga underarter finns listade i Catalogue of Life.